# Aylo
Aylo és una empresa multinacional canadenca dedicada principalment a la pornografia en línia. Anteriorment coneguda com a MindGeek,i abans Manwin, és una empresa canadenca privada que se centra principalment en la pornografia a Internet. L'empresa va adoptar el nom actual l'agost de 2023, com a part d'un procés de rebrànding. Tot i que està legalment registrada a Luxemburg, opera principalment des del Canadà amb seu a Mont-real i oficines addicionals a Bucarest, Londres, Los Angeles i Nicòsia.
Opera nombroses pàgines web pronogràfiques com Pornhub, RedTube i YouPorn i productores de contingut pornogràfic com Brazzers, Digital Playground i Reality Kings entre d'altres.

## Història

### Orígens i adquisicions
L'empresa té els seus orígens en Mansef, fundada el 2004 a Mont-real per Stéphane Manos i Ouissam Youssef. El 2010, el magnat alemany Fabian Thylmann va començar a adquirir diversos llocs web relacionats amb el contingut per a adults, entre els quals s'hi trobaven MyDirtyHobby, Webcams.com i Xtube. Amb el temps, es van incorporar a l'empresa altres portals com RedTube, Pornhub, YouPorn i Brazzers, consolidant-se així com una de les empreses líders del sector.

### Reestructuració i canvi de nom
Després que Fabian Thylmann fos investigat per presumpta evasió fiscal, el 2013 va vendre l'empresa a un grup de directius encapçalats per Feras Antoon i David Tassillo. L'empresa va ser reestructurada sota el nom de MindGeek, mantenint la seva seu a Mont-real i continuant amb l'expansió del seu catàleg de marques. L'agost de 2023, l'empresa va ser adquirida pel fons canadenc Ethical Capital Partners i va canviar el seu nom a Aylo, amb l'objectiu de renovar la seva imatge corporativa i impulsar noves mesures de seguretat i verificació.

## Operacions i marques
Aylo gestiona una àmplia cartera de marques vinculades a la pornografia en línia i a la publicitat digital. Els seus serveis abasten tant la producció de contingut com la seva distribució i monetització.
- **Llocs web de compartició de vídeos**: Pornhub, RedTube, YouPorn, Tube8, Xtube.
- **Estudis de producció**: Brazzers, Reality Kings, Digital Playground, Men.com, Sean Cody, Twistys, WhyNotBi.com.
- **Altres serveis**: Nutaku (plataforma de videojocs per a adults), TrafficJunky (plataforma de publicitat digital).

A més, l'empresa ha impulsat UViU, una plataforma que permet als creadors de contingut per a adults vendre directament als seus fans, incloent vídeos, subscripcions, propines i missatges personalitzats.

## Controvèrsies i litigis
L'empresa ha estat objecte de controvèrsia per l'hostatge de contingut no consensuat, incloent-hi casos de pornografia il·legal i vídeos d'abús. L'any 2021 es va presentar una demanda col·lectiva al Canadà per l'exhibició de vídeos relacionats amb l'empresa GirlsDoPorn, la qual havia estat acusada de coaccionar dones a aparèixer en enregistraments pornogràfics. L'any 2023, Aylo va acordar el pagament d'1,8 milions de dòlars en compensacions i va implementar auditories externes dels seus sistemes de verificació i moderació de continguts.

## Estructura corporativa
Malgrat tenir la seva seu principal a Mont-real, Aylo opera a través d’una xarxa internacional de filials amb presència a Luxemburg, Irlanda, Curaçao i Xipre. Aquesta estructura ha estat criticada per la seva opacitat i per facilitar pràctiques d’elusió fiscal. També compta amb oficines a Hamburg, Londres, Los Angeles, Houston, Miami i Nicòsia, i dona feina a centenars de treballadors arreu del món.